# جورج جي. هيغينز
جورج جي. هيغينز (بالفرنسية: George G. Higgins)‏ هو نقابي فرنسي، ولد في 21 يناير 1916، وتوفي في 1 مايو 2002.